# Маккейб, Джеймс
Джеймс Маккейб (англ. James McCabe; род. 5 июля 2003, Иба, Центральный Лусон) — австралийский профессиональный теннисист; победитель двух турниров ITF и финалист двух турниров ITF в одиночном разряде.

## Общая информация
Родился 5 июля 2003 года в городе Иба, провинции Самбалес, на Филиппинах.
Он родился в семье ирландца и филиппинки, и носит ирландскую фамилию Маккейб. А в возрасте шести месяцев вместе с родителями переехал в Сидней (Австралия), где вырос и посещал элитную англиканскую гимназию Trinity Grammar School. Необычайно талантливый юниор, в 2013 году Маккейб побил национальный рекорд по многоэтапному фитнес-тесту (MSFT) среди детей до 10 лет, стал чемпионом Австралии по плаванию среди юниоров на дистанции 200 метров баттерфляем, и в 2019 году выиграл чемпионат Австралии по теннису среди юниоров до 16 лет, а также стал опытным флейтистом с дипломом AMusA (Ассоциированный специалист по музыке, Австралия).

## Спортивная карьера
В 2022 году стал финалистом двух турниров серии ITF Futures в одиночном разряде.
А в 2024 году стал победителем двух турниров серии ITF Futures в одиночном разряде.

### 2024—2025
В январе 2024 года в Мельбурне (Австралия) впервые получил уайлд-кард в основную сетку одиночного разряда Открытого чемпионата Австралии, где в первом круге, в конкурентном матче за четыре сета проиграл американцу Алексу Микелсену со счётом 6-7(5), 6-3, 1-6, 2-6.
В январе 2025 года, занимая 258-е место в рейтинге, он вновь получил уайлд-кард в основную сетку одиночного разряда Открытого чемпионата Австралии, где в первом круге за три сета одержал свою первую победу на турнире Большого шлема над прошедшим квалификацию юным испанцем Мартином Ландалусе со счётом 6-4, 6-3, 6-4, но во втором круге опять проиграл американцу Алексу Микелсену со счётом 5-7, 3-6, 6-7(4).